# 周汉民
周汉民（1957年4月—），男，浙江镇海人，中国国际经济法、国际贸易法学者，中国民主建国会上海市委主委、中央副主席、中国人民政治协商会议上海市委员会副主席。

## 生平
周汉民1975年4月参加工作，担任徐汇区中心医院总务科科员。1979年1月到1982年12月在上海对外贸易学院外贸经济系学习，获得学士学位。1985年9月到1987年9月，在上海对外贸易学院国际经济法系学习，获得硕士学位。
1982年12月至2000年8月，在上海对外贸易学院任职，历任上海对外贸易学院国际经济法系教师、系主任，研究生部主任，国际经贸研究所所长，法学院院长，并曾兼任《世界贸易组织动态与研究》主编等职务。1995年12月，任上海对外贸易学院副院长。2000年8月至2003年3月，担任上海市浦东新区人民政府副区长。2001年11月至2003年10月，担任中国2010年上海世博会申办工作领导小组办公室副主任。2003年10月起，担任上海世博会事务协调局副局长。
2004年10月，参加中国民主建国会（简称“民建”）。周汉民曾任民建第八届中央委员。2005年9月，出任第十届民建上海市委副主委。2007年3月起，任民建上海市委主委。2007年12月，中国民主建国会第九次全体代表大会在北京举行。12月20日，大会选举产生新一届中央委员会，他当选为副主席，并兼任民建上海市委主委。2008年1月，当选为政协上海市第十一届委员会副主席。 他还历任上海世博会执委会副主任，中国驻国际展览局代表，上海中华职教社主任，博士生导师。2009年8月，中华职业教育社第十次全国代表大会召开，他出任中华职业教育社第十届理事会常务理事。
他是第十届全国政协委员，第十一届全国政协常委。2018年1月，当选第十三届全国政协委员，同月当选中国人民政治协商会议上海市委员会副主席。
2023年1月14日，卸任上海市政协副主席职务。

## 学术贡献
周汉民主要研究国际经济法、国际贸易法、关贸总协定及世界贸易组织、中美关系、浦东开放开发等等。主编《国际贸易法》、《关贸总协定总论》、《中国走进WTO》、《世界贸易组织总论》、《与WTO规则的融合：中国外经贸法律新制度》、《中国外贸救济与调查外贸制度》等书，独著《思想的历程：复关入世文集》，主持了《纪念〈国际展览会公约〉签署75周年》的翻译工作，已经发表论文200多篇。
1991年，获评为“上海市优秀青年教师”。1992年，获得美国“艾森豪威尔基金奖”。1993年，获评为“全国优秀教师”。1994年，获得“上海市十大杰出青年”称号、“宝钢教育基金奖”、“上海市高教精英”提名奖。1995年，获得“中国杰出中青年法学家”提名奖。1996年，获得“国家有突出贡献的中青年专家”称号。1997年，被选入国家“百、千、万人才工程”第一、二层次人才。1999年，获得“上海市优秀中青年法学家”称号。